# Werner Stauff
Werner Stauff (Colônia, 16 de fevereiro de 1960) é um ex-ciclista alemão.
Stauff representou a Alemanha Ocidental nos Jogos Olímpicos de Verão de 1984, em Los Angeles, onde terminou em quadragésimo primeiro lugar.